# Station Żółtnica
Station Żółtnica is een spoorwegstation in de Poolse plaats Żółtnica.